# Kunasia carina
Kunasia carina är en insektsart som beskrevs av Zhang och Wei 2002. Kunasia carina ingår i släktet Kunasia och familjen dvärgstritar. Inga underarter finns listade i Catalogue of Life.